# AEK Atenas (balonmano)
El AEK Atenas Handball Club es un club de balonmano griego de la localidad de Atenas.

## Palmarés
- Liga de Grecia de balonmano (5): 2011, 2013, 2020, 2021, 2023
- Copa de Grecia de balonmano (4): 2009, 2013, 2014, 2021
- Copa Europea de la EHF (1): 2021[2]

## Plantilla 2024-25
|  | Porteros - 12 Yann Genty - 14 Dan Tepper - 16 Mohamed Amine Ben Cheikh Extremos izquierdos - 09 Adama Keïta - 34 Souleimany Toure - 77 Armando Sina Extremos derechos - 02 Evangelos Arampatzis - 07 Viktor Vlastos Pívots - 08 Erik Schmidt - 15 Petar Lulić | Laterales izquierdos - 05 Gilberto Duarte - 25 Dylan Garain - 68 Arthur Muller Centrales - 04 Mario Matic - 11 Dimitrios Panagiotou - 23 Wilson Davyes - 76 Lukas Szukielowicz Laterales derechos - 22 Alexandros Koukoulas |